# 约翰牛
约翰牛（英語：John Bull），是英国的拟人化形象，源于1727年由苏格兰作家约翰·阿布斯诺特所出版讽刺小说《约翰牛的生平》，主人公约翰牛是一个头戴高帽、足蹬长靴、手持雨伞的矮胖绅士，为人愚笨而且粗暴冷酷、桀骜不逊、欺凌弱小。这个形象原本是为了讽刺辉格党内阁在西班牙王位继承战争中的政策所作的。

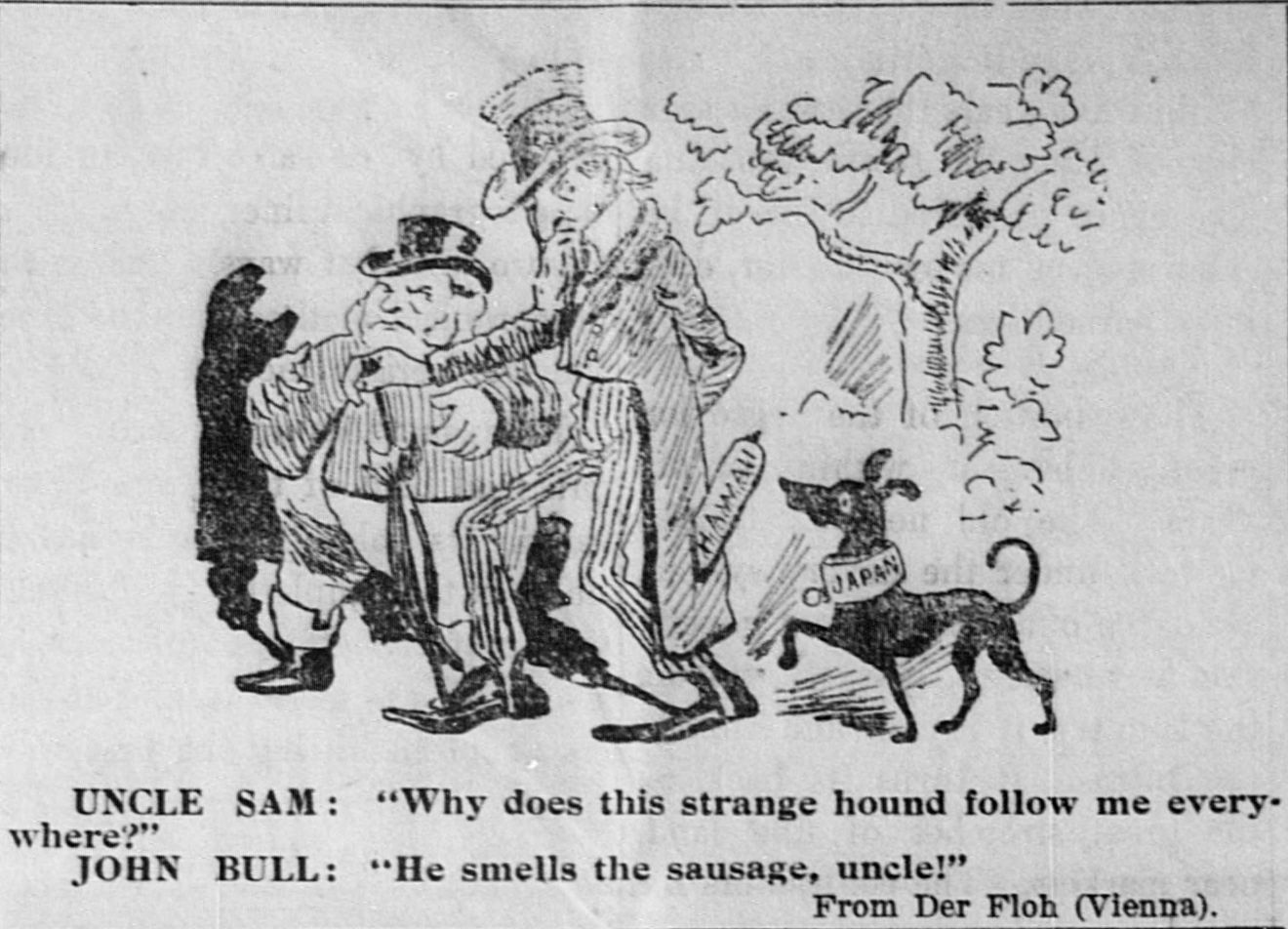
英国（约翰牛）、美国（山姆大叔）和日本（犬）